# 卢米斯 (加利福尼亚州)
卢米斯（英語：Loomis），是位於美国加利福尼亚州普莱瑟县內的一個鎮，舊名Pine、Pino、Smithville、Placer。鎮政府自治體正式組織于1984年12月17日，面积大约为7.27平方英里（18.8平方公里）。根据2010年美国人口普查，该市有人口6,430人。